# Choucador splendide
La photo ci-contre représente Lamprotornis purpureus, choucador pourpré. Derrière, il est possible mais pas certain que l'oiseau soit Lamprotornis chloropterus, mais on voit mal.
Lamprotornis splendidus
Pour les articles homonymes, voir Splendide.
Espèce
Statut de conservation UICN

 LC  : Préoccupation mineure
Le Choucador splendide (Lamprotornis splendidus) est une espèce de passereaux de la famille  des Sturnidae.

### Reproduction

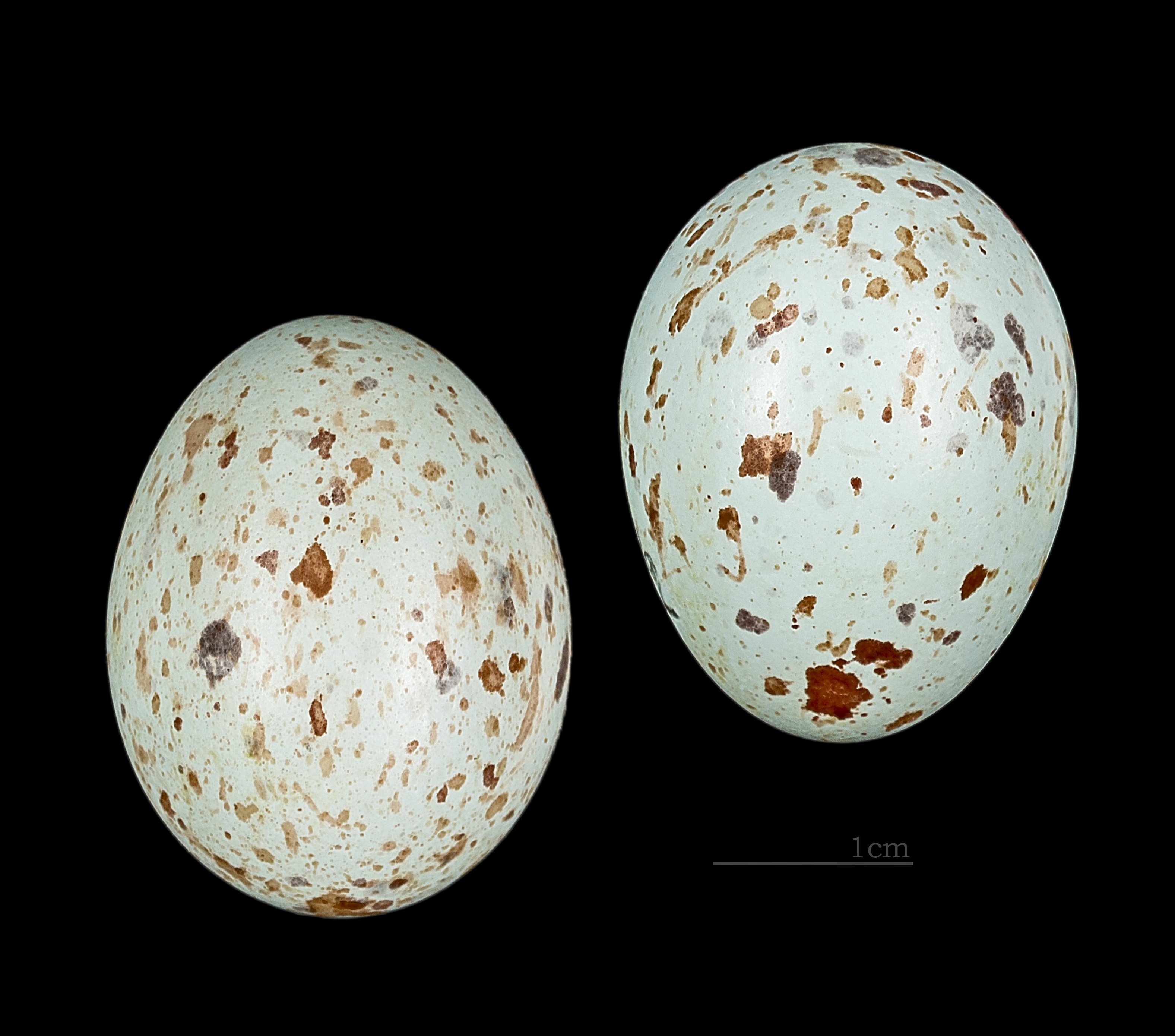
Œufs de Choucador splendide Muséum de Toulouse

## Répartition et habitat
On le trouve en Angola, Bénin, Burundi, Cameroun, République centrafricaine, République du Congo, République démocratique du Congo, Éthiopie, Gabon, Gambie, Ghana, Guinée, Guinée-Bissau, Guinée équatoriale, Kenya, Libéria, Mali, Niger, Nigeria, Ouganda, Rwanda, Sao Tomé-et-Principe, Sénégal, Sierra Leone, Soudan, Tanzanie, Togo , Zambie et Côte d’Ivoire. 

## Systématique
L'espèce Lamprotornis splendidus a été décrite par l'ornithologue français Louis Jean Pierre Vieillot en 1822, sous le nom initial de Turdus splendidus.

### Synonyme
- Turdus splendidus Vieillot, 1822 (protonyme)